# Jorge Coll
Pour les articles homonymes, voir Coll.
Jorge Coll, né en 1978, est un marchand d'art espagnol et le président de Colnaghi.

## Biographie
Jorge Coll a grandi à Barcelone. Son père est un antiquaire. En 1996, il rencontre le madrilène Nicolás Cortés, 26 ans, également fils d'antiquaire, avec qui il commence à revendre des toiles que leurs parents leur laissent en courtage. Tous deux ont étudié les sciences humaines. Ils commencent à se faire un nom auprès des institutions muséales espagnoles. Ils ouvrent une première petite galerie en appartement à Madrid puis cofondent en 2005 la galerie Coll & Cortés : cette société se spécialise dans le courtage d'œuvres d'art anciennes. Ils ont pour client le musée du Prado. Ils montent un énorme réseau de rabatteurs, qui partent en quête de maîtres anciens oubliés, négligés et parfois mal attribués.
En 2012, Coll & Cortés ouvre une filiale à Londres. 
En 2015, Coll & Cortés prennent dans la galerie Colnaghi de Londres, une participation majoritaire à hauteur de plus d'un million d'euros. La société londonienne conserve alors le nom de Colnaghi tandis que celle de Madrid reste sous le nom de Coll & Cortés.